# آلیچه بل کله
آلیچه بل کله (به ایتالیایی: Alice Bel Colle) یکی از شهرستانهای استان آلساندریا در منطقه ایتالیایی پیدمونت می‌باشد که در ۷۰ کیلومتری جنوب شرقی تورین و ۲۵ کیلومتری جنوب غربی آلساندریا واقع شده است. اقتصاد شهرستان برپایه کشاورزی می‌باشد و و تا سال ۱۵۳۳ (میلادی) جز املاک مارکیزاته مونتفرا بوده است.
آلیچه بل کله با این مناطق شهری مرز مشترک دارد: آکوئی‌ترمی، کاسینی، کاستلیتو مولینا، فونتانیله، مارانزانا، کوآرانتی و ریکالدونه.